# Teupin Keupula
Teupin Keupula is een bestuurslaag in het regentschap Bireuen van de provincie Atjeh, Indonesië. Teupin Keupula telt 815 inwoners (volkstelling 2010).